# Hüttl Tivadar (nagykereskedő)
Id. Hüttl Tivadar (Loket, 1841. február 2. – Budapest, 1910. április 4.) porcelán- és üvegáru nagykereskedő, kereskedelmi tanácsos. 1903-ban saját porcelángyárat alapított Budapesten.
A második házasságából származó ifj. Hüttl Tivadar sebész, országgyűlési képviselő, a Hüttl orvosdinasztia alapítójának édesapja.

## Élete
A Felső- és Alsósziléziai Hercegségben lévő Elbogen an der Eger „Deutschböhmen” városban született Hüttl Ede kereskedő és Bayer Katalin fiaként. Már édesapja is kereskedéssel foglalkozott. A család az 1850-es években települt Pestre, és 1854-ben megnyitották a Lloyd-palotában porcelán- és üvegáru kereskedésüket, ami egyúttal az elbogeni Heldingler testvérek porcelángyárának helyi képviselete is volt.

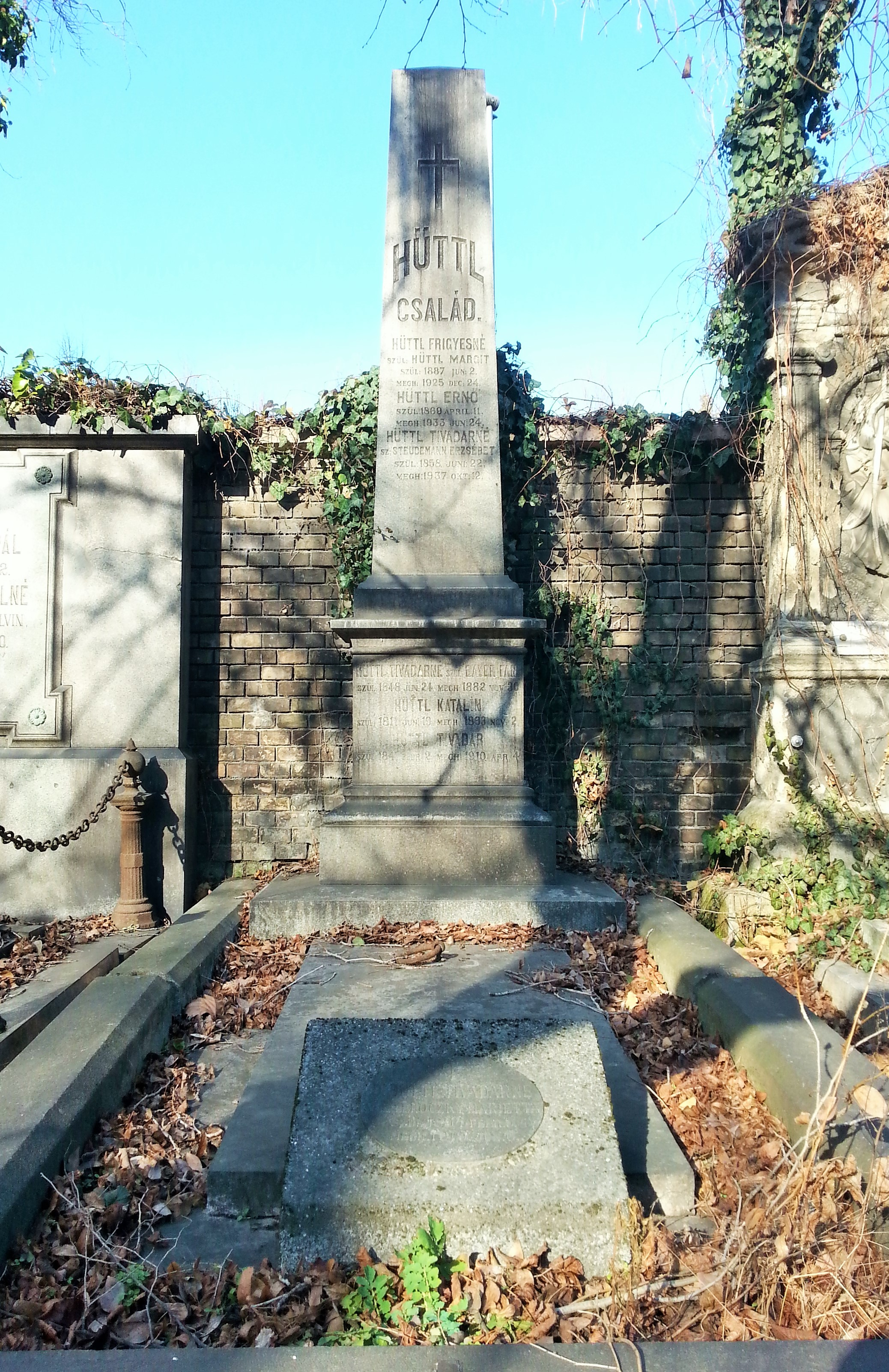
Sírja a Fiumei úti sírkertben (bal oldali falsírboltok, B-333)

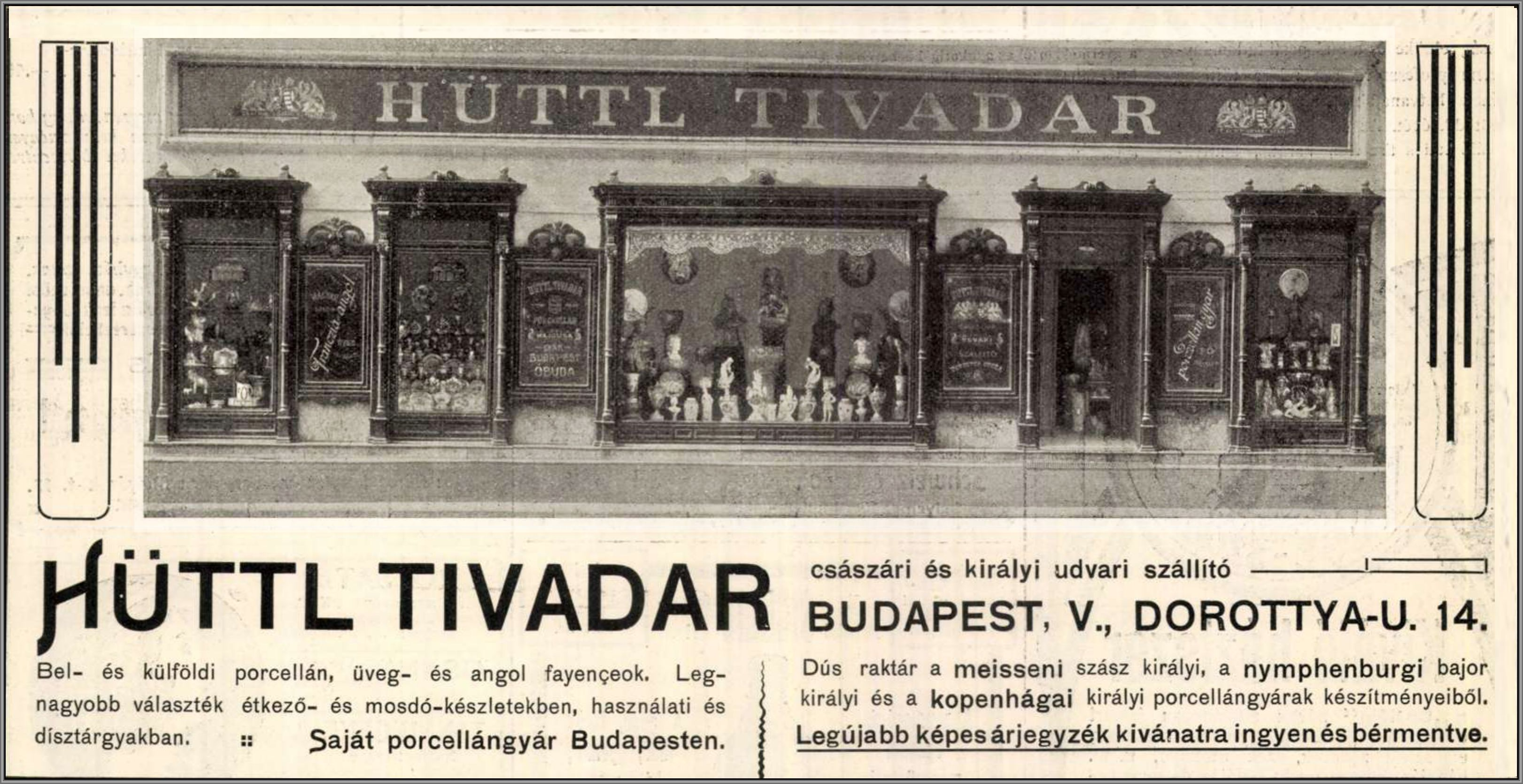
Hüttl Tivadar porcelánboltjának reklámja az Ország-Világ 1907.

Először porcelán lerakatot hoztak létre Óbudán, majd festették a porcelánt, ezt követően kezdett porcelángyártássál foglalkozni. A császári és királyi szállító címet is megszerezte. Szállított porcelánt Ferenc József uralkodónak, a magyar parlamentnek, az uralkodó tisztikarának. Tagja és vezetője volt a Budapesti Ipar- és Kereskedelmi Kamarának is. Az ő gyára lett az Aquincum Porcelángyár Óbudán, ugyanis az ő gyárát is államosították.
Számtalan neves orvos került ki a családjából. Két házassága volt, első felesége Bayer Franciska, akit 1868. április 19-én vett feleségül a budapesti Szent István-bazilikában, s akitől később megözvegyült. Második felesége Steudemann Johanna Erzsébet, akivel 1883. október 9-én kötött házasságot szintén a budapesti Szent István-bazilikában. Halálát érelmeszesedés okozta. Obelisz jellegű családi síremléke a Fiumei úti sírkertben található (Bal oldali falsírboltok, B-333.), a Kauser-műhely alkotása.